# الدوري البحريني الممتاز 1980–81
الدوري البحريني الممتاز 1980-1981 هي النسخة الخامسة والعشرين من الدوري البحريني الممتاز.

## نظرة عامة
توج البحرين باللقب.